# Khadki

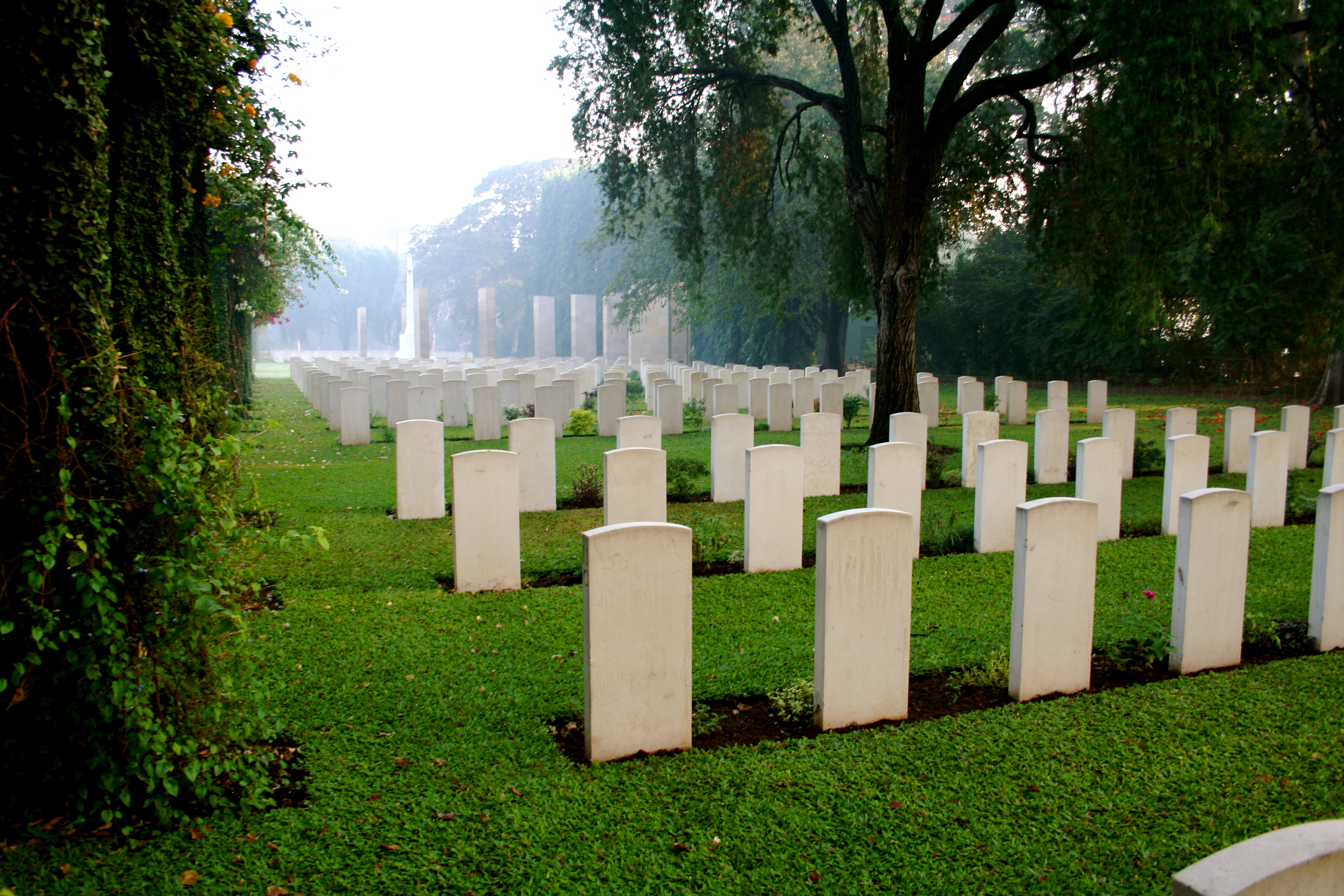
Cementiri militar de Kirkee

Khadki (Kirki o Kirkee) és una ciutat i municipi de Maharashtra a 18° 20′ N, 73° 50′ E / 18.33°N,73.83°E a la proximitat del riu Mula a poca distància al nord de Poona. Disposa d'una important base militar i anteriorment, durant el domini britànic fou la seu de dos establiments militars, el Col·legi d'Enginyeria Militar i el Grup d'Enginyeria de Bombai. També hi ha un cementiri militar de les Guerres Mundials i un monument als caiguts a la guerra. Khadki Bazar és el seu mercat. Al cens del 2001 consta amb 76.608 habitants. La població el 1881 era de 7.252 habitants i el 1901 era de 10.797.

## Història
El 5 de novembre de 1817 es va lliurar prop de Khaki, aleshores un petit poble, la primera de les tres batalles que van ensorrar el poder maratha: les forces britàniques manades pel coronel Burr, amb 2800 homes (800 europeus) van enfrontar a les forces del peshwa manades per Bapu Gokhale que eren 18000 homes a cavall i 8000 a peu; el peshwa Baji Rao va veure la derrotat dels seus des del turó de Parbati, a menys de 2 km al sud de Poona. Després de la batalla els britànics hi van establir un campament militar i va esdevenir la base del 79 Regiment Reial d'Artilleria de la Comandància de Bateries. El mariscal de camp William Birdwood, primer baró Birdwood, destacat a la I Guerra Mundial, va néixer a Khadki.